# Phil Woods
Phillip Wells "Phil" Woods (født 2. november 1931 i Springfield, Massachusetts, død 29. september 2015 i Pennsylvanien USA) var en amerikansk jazz-altsaxofonist og klarinetist.
Woods studerede musik under Lennie Tristano, på Manhattan School Of Music. Han hørte til en af sin generations ledende altsaxofonister.[kilde mangler] Han ledte egne grupper, og spillede med mange af jazzens store musikere såsom Dizzy Gillespie, Buddy Rich, Thelonius Monk, Wes Montgomery og Quincy Jones.
Woods spændte stilistisk fra swing til avantgarde.